# Forelius nigriventris
Forelius nigriventris är en myrart som beskrevs av Auguste-Henri Forel 1912. Forelius nigriventris ingår i släktet Forelius och familjen myror.

## Underarter
Arten delas in i följande underarter:
- F. n. modestus
- F. n. nigriventris
- F. n. transiens

## Bildgalleri

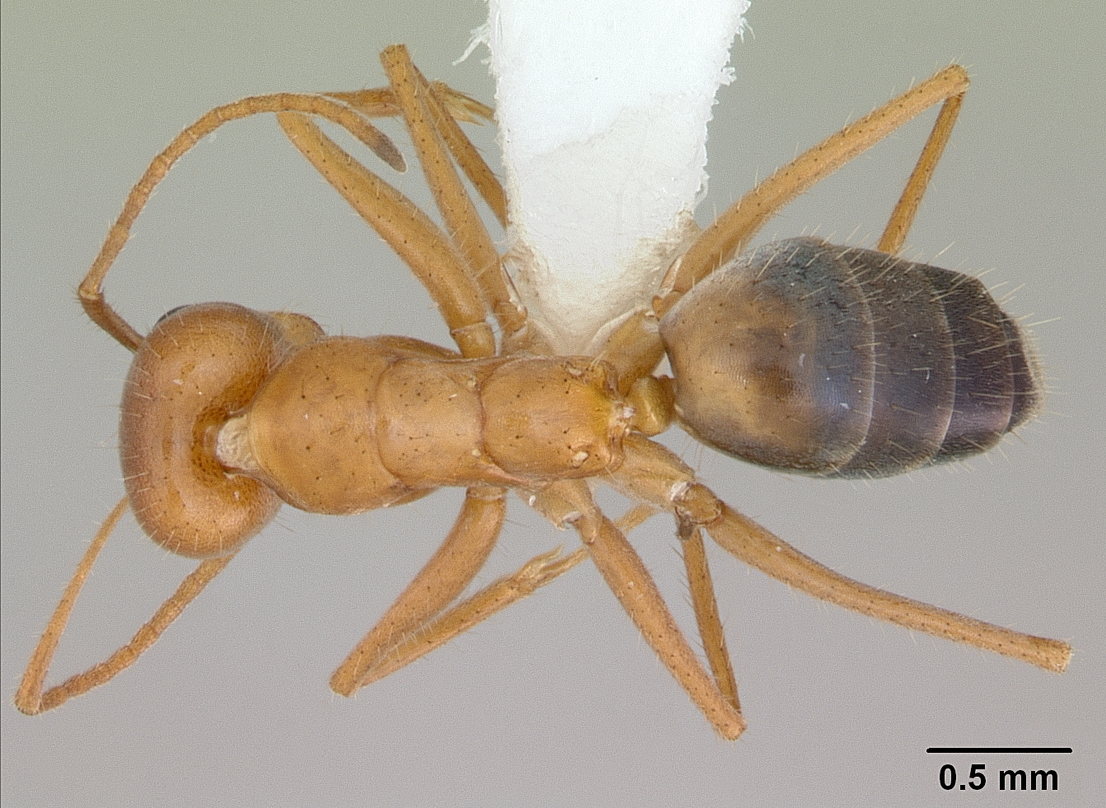
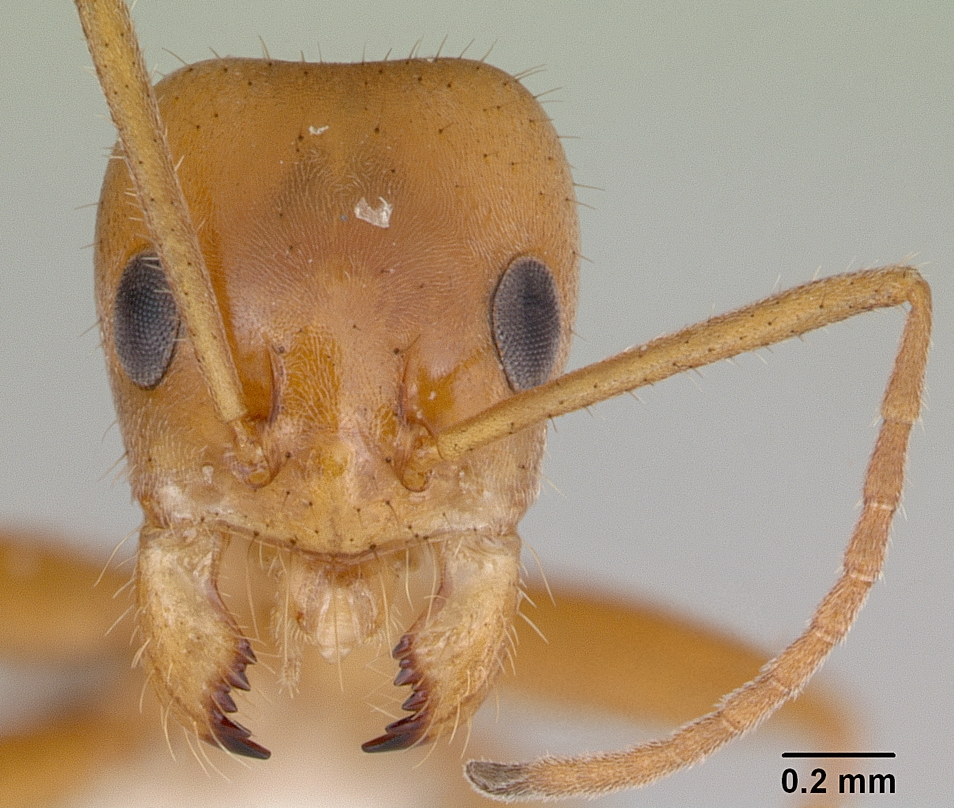
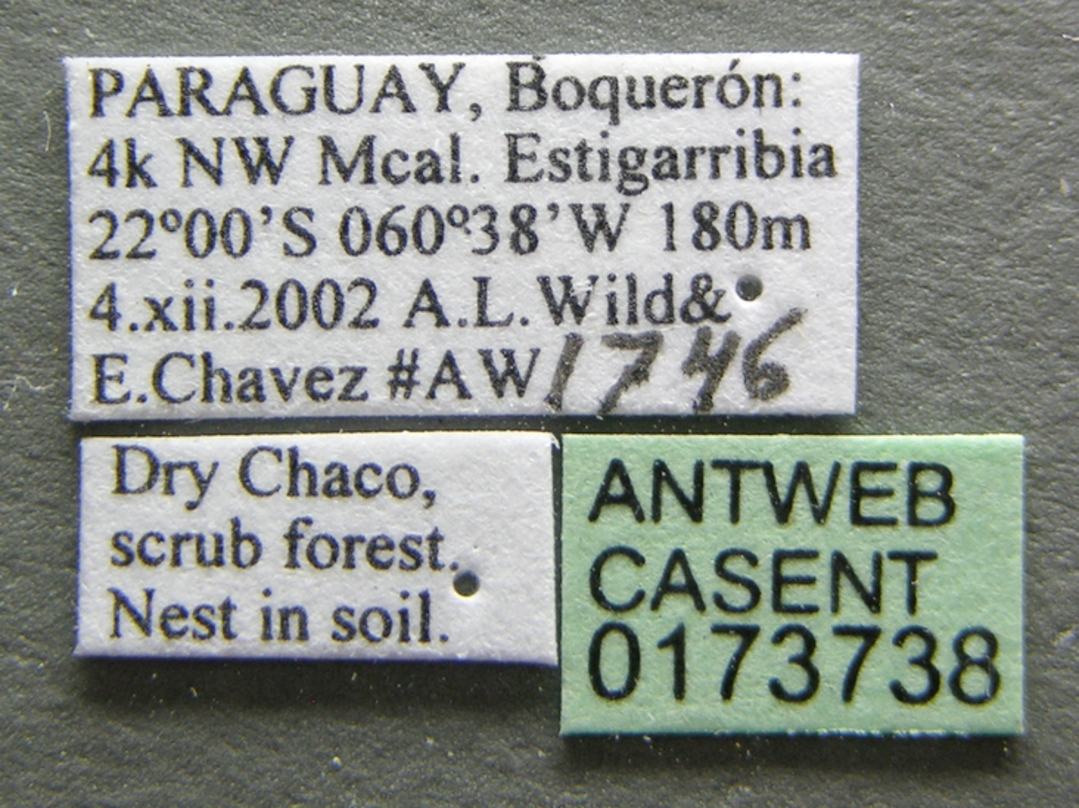
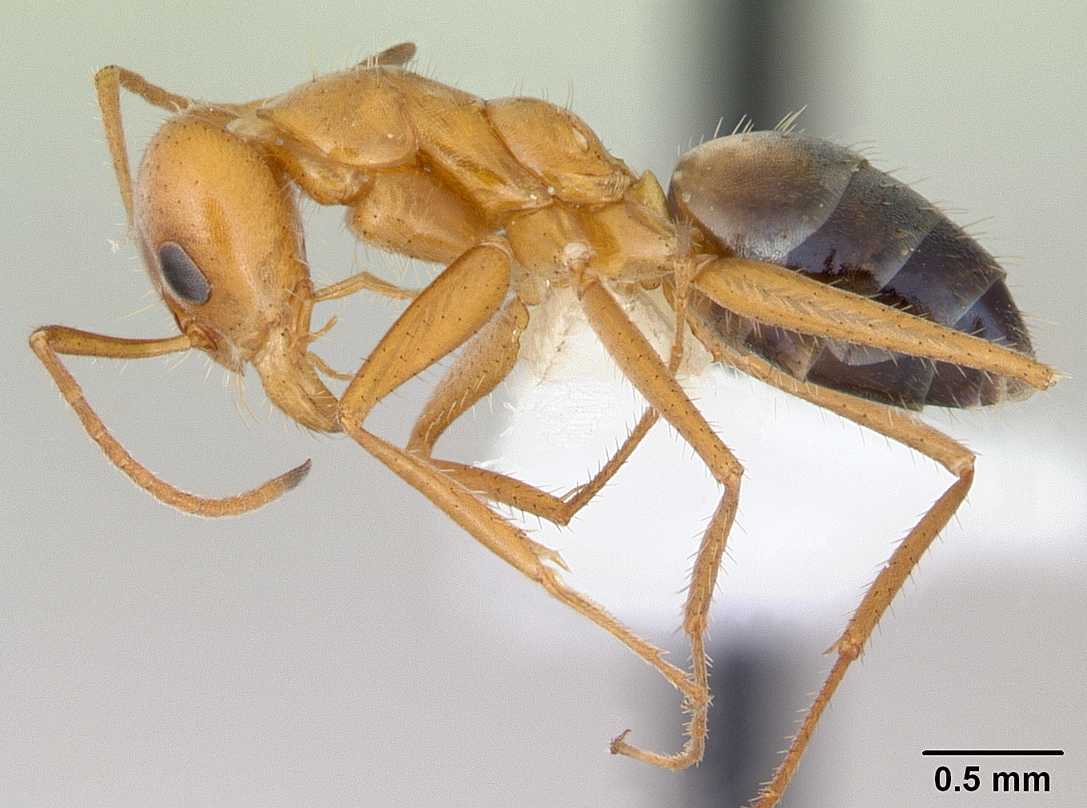